# Julien Simon-Chautemps
Julien Simon-Chautemps (1978. május 14. –) francia versenymérnök. 2017-től a Sauber Motorsport Formula–1-es csapat versenymérnöke.
Az Institut polytechnique des sciences avancées egyetemen végzett 2002-ben. Pályafutását a Formula–2-ben, a Prema Powerteam (2003-2007) technikai igazgatójaként kezdte, majd a GP2 sorozatban folytatta a Trident Racingnél.
A Formula–1-be 2007-ben került. 2007 és 2010 között az olasz Jarno Trulli versenymérnöke volt a Toyota és a Lotus csapatoknál.
2011-ben csatlakozott a Renault F1-hez, olyan pilóták versenymérnökeként, mint Vitalij Petrov, Kimi Räikkönen, Pastor Maldonado, Romain Grosjean és Jolyon Palmer.
2017-ben csatlakozott Sauber Motorsporthoz.